# ایوان مارکونی
ایوان مارکونی (انگلیسی: Ivan Marconi؛ زادهٔ ۲۵ اکتبر ۱۹۸۹) بازیکن فوتبال اهل ایتالیا است.
از باشگاه‌هایی که در آن بازی کرده‌است می‌توان به باشگاه فوتبال اینتر میلان، باشگاه فوتبال کرمونزه، باشگاه فوتبال برشا، باشگاه فوتبال سمپدوریا، و باشگاه فوتبال آ. ث. لومتزانه اشاره کرد.